# Castex (Gers)
 Castex  es una población y comuna francesa, ubicada en la región de Mediodía-Pirineos, departamento de Gers, en el distrito de Mirande y cantón de Miélan.

## Demografía
| 177 | 154 | 120 | 100 | 87 | 88 |
| Para los censos de 1962 a 1999 la población legal corresponde a la población sin duplicidades (Fuente: INSEE [Consultar]) |     |     |     |    |    |